# Kim Bradley
Kim Bradley (9 de mayo de 1955 - Bali, 26 de marzo de 2009) fue una surfista australiana, que fue toda una pionera en las competiciones surfistas de Bali, organizando la primera en 1979. Se convirtió al hinduismo durante su tiempo en Bali.
Kim Bradley, apodada 'La mosca', creció en la zona de surfeo de Avalon Beach en Nueva Gales del Sur, donde trabajaría para revistas brevemente. Luego se fue a viajar con David 'Mexican' Sumpter mostrando películas de surf mientras surfeaba olas épicas australianas por el camino.
Kim se fue a Bali a los 18 años en abril o mayo de 1974, donde se casaría con una chica balinesa con la que tuvo tres hijos (dos varones y una hija). Su amigo Steven Cooney protagonizaría junto a Rusty Miller la épica película de surf 'Morning of the Earth', pero fue Kim Bradley quien apareció en la primera ola de la misma película, lo suficientemente apropiado como para que viviera su vida en Bali. Kim se hizo un nombre como surfista que buscó sistemáticamente y encontró muchas olas en Indonesia para otros surfistas. Estuvo allí en Uluwatu cuando Gerry Lopez y Jeff Hackman estaban surfeando por primera vez las olas de Indonesia, siempre estaba en compañía de surfistas legendarios que no podían evitar quererlo y respetarlo. En 1974 Gerry Lopez le regaló su tabla de surf lightning bolt como muestra de buenas olas y compañía juntos.